# Gilbert Bécaud
« Bécaud » redirige ici. Pour les articles homophones, voir Bécot et Beko.
« Bécaud » et « François Gilbert Silly » redirigent ici. Pour les autres significations, voir Bécaud (homonymie) et Silly.
Gilbert Bécaud , né François Gilbert Léopold Silly le 24 octobre 1927 à Toulon et mort le 18 décembre 2001 à Boulogne-Billancourt, est un chanteur, compositeur et pianiste français.
Au cours de sa carrière, il se produit trente trois fois sur la scène de l'Olympia, où il gagne son surnom de « Monsieur 100 000 volts » en raison de son sens du swing, du fait des passions qu'il soulevait dans son sillage et de ses fans qui, souvent, à ses débuts, cassaient par enthousiasme les fauteuils. Il laisse l'image d'un homme énergique, toujours en mouvement. Sa cravate à pois, ses quelque neuf cents chansons et sa main sur l'oreille (un geste spontané, de l'ordre du tic), sont d’autres images spécifiques qui ont marqué les esprits.
Mes mains, Nathalie, Le Jour où la pluie viendra, Je t'appartiens et Et maintenant s'inscrivent parmi les grandes chansons de l'artiste. Sa carrière internationale lui permet d'enregistrer ses chansons en anglais, allemand, italien et espagnol.
Plusieurs de ses compositions s'imposent à l'étranger, notamment aux États-Unis (What Now My Love pour Et maintenant, Let It Be Me…).

## Biographie

### Jeunesse
Lorsque François Gilbert Léopold Silly voit le jour le 24 octobre 1927, sa mère n'est pas encore divorcée d'Albert Silly, avec lequel elle a déjà deux enfants, et François-Gilbert ne peut donc pas prendre le nom de famille de son père Louis Bécaud. Ce n'est qu'en 1952 que François-Gilbert Silly pourra prendre définitivement le nom de son père, associé à son second prénom, pour devenir Gilbert Bécaud.
François s'intéresse à la musique dès ses premières années, et en particulier au piano qu'il pratique brillamment assez vite. La mère de François, surnommée Mamico, souhaite donner toutes ses chances à son fils pour qu'il pratique son art dans les meilleures conditions. Aussi, à neuf ans, il entre au conservatoire de Nice, où il suit une formation classique (en hommage à l'artiste, une placette Gilbert-Bécaud a été installée à proximité de cet établissement). Il y reste jusqu'à ce que la famille quitte Toulon pendant la guerre en 1942. En 1943, la famille prend la direction d'Albertville en Savoie sous l'impulsion de Jean, le frère aîné. Jean est alors un membre actif de la résistance dans le Vercors, et François le rejoint durant quelque temps, car Jean craignait que son frère se fasse arrêter à Paris.
À la fin de la guerre, tout le monde rejoint Paris. François a vingt ans et décroche quelques contrats dans les bars ou les cabarets en tant que pianiste. Il commence aussi à composer quelques musiques de films sous le nom de François Bécaud. La SACEM (Société des auteurs, compositeurs et éditeurs de musique) enregistre son nom pour la première fois en 1947. Puis, il va venir à la chanson doucement à travers tout d'abord sa rencontre avec Maurice Vidalin. En 1948, « François/Gilbert Bécaud » compose pour la chanteuse Marie Bizet qui lui présente un jeune auteur, Pierre Delanoë. Vidalin et Delanoë deviennent des amis proches de Bécaud et, ensemble, ils écriront de nombreuses chansons.

### Débuts avec Edith Piaf

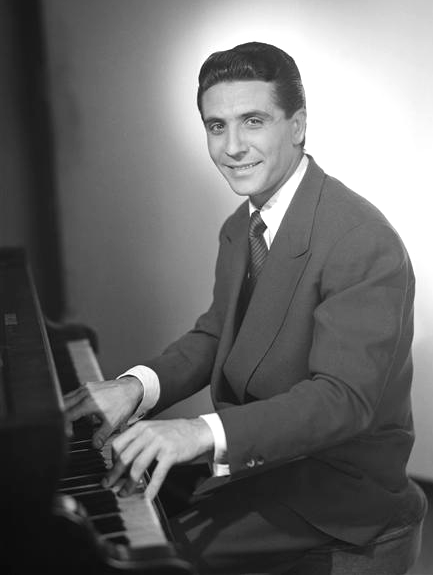
Il pose en 1953 devant son instrument favori, le piano (Studio Harcourt)

En 1950, grâce à Marie Bizet (pour laquelle il a été accompagnateur), Gilbert Bécaud rencontre Jacques Pills, chanteur très à la mode à cette époque, dont l'impresario n'est autre que le musicien Bruno Coquatrix. Bécaud devient l'accompagnateur de Pills et, ensemble, ils entreprennent plusieurs tournées triomphales, en particulier en Amérique du Sud, mais aussi au Canada et aux États-Unis. Lors de cette tournée, ils écrivent une chanson qu'ils souhaitent proposer à Édith Piaf. Dès leur retour en France en avril 1952, ils présentent la chanson Je t'ai dans la peau que la chanteuse accepte immédiatement. Peu de temps après, Jacques Pills épouse Piaf. Elle écrit des chansons avec Gilbert Bécaud comme Ça gueule, ça, madame pour Pills et d'autres pour elle-même telles Légende ou Elle a dit.
En 1952, François Silly prend définitivement le nom de Gilbert Bécaud. Par l'entremise d'Edith Piaf, il rencontre celui qui, avec Maurice Vidalin et Pierre Delanoë, va devenir un de ses paroliers fétiches, Louis Amade. Haut fonctionnaire, Louis Amade se partagera toute sa vie entre ses fonctions officielles et l'écriture. Ensemble ils écrivent Les Croix qu'ils offrent à Edith Piaf puis à Juliette Gréco. Impressionné par son physique et ses qualités vocales, Louis Amade suggère à Gilbert Bécaud de chanter ses chansons et l'invite à effectuer des essais au cabaret Le Liberty's, lieu interlope de Montmartre dirigé par Gaston Baheux surnommé Tonton
Enfin en 1952, Gilbert Bécaud épouse Monique Nicolas, dont il a un fils l'année suivante, Gilbert, qui sera surnommé Gaya.

### Charles Aznavour
Toujours chez Piaf, Gilbert Bécaud fait également la connaissance d'un auteur-compositeur-interprète comme lui débutant, Charles Aznavour. Comme pour Bécaud, Piaf a ouvert les portes de l'Amérique à Aznavour à la fin des années 1940. Les deux jeunes artistes commencent à composer ensemble et de nombreuses fois au cours de leurs carrières, ils renouvelleront l'exercice. Leur premier titre ensemble Mé Qué Mé Qué est chanté par Dario Moreno. Adapté en anglais par Bunny Paul, Mecqué, Mecqué se classe no 28 des Charts aux États-Unis par le groupe The Gaylords
Bécaud et Aznavour enchaînent les succès avec des chansons comme Viens, Ça (c'est formidable), C'est merveilleux l'amour...etc. Chacun d'eux enregistre sa propre version de leurs titres, qui sont également repris par une multitude d'interprètes, comme il est alors l'usage à l'époque. Cela est dû en partie au travail de leur éditeur musical commun, Raoul Breton qu'Aznavour a présenté à Bécaud. Ils lui seront fidèle jusqu'au décès de l'éditeur en 1959. Tout va très vite, désormais, pour Bécaud, qui possède tous les atouts du succès : son talent de compositeur, des auteurs talentueux et une solide expérience de la scène acquise durant ses longues tournées avec Jacques Pills.

### «Monsieur100 000 volts»

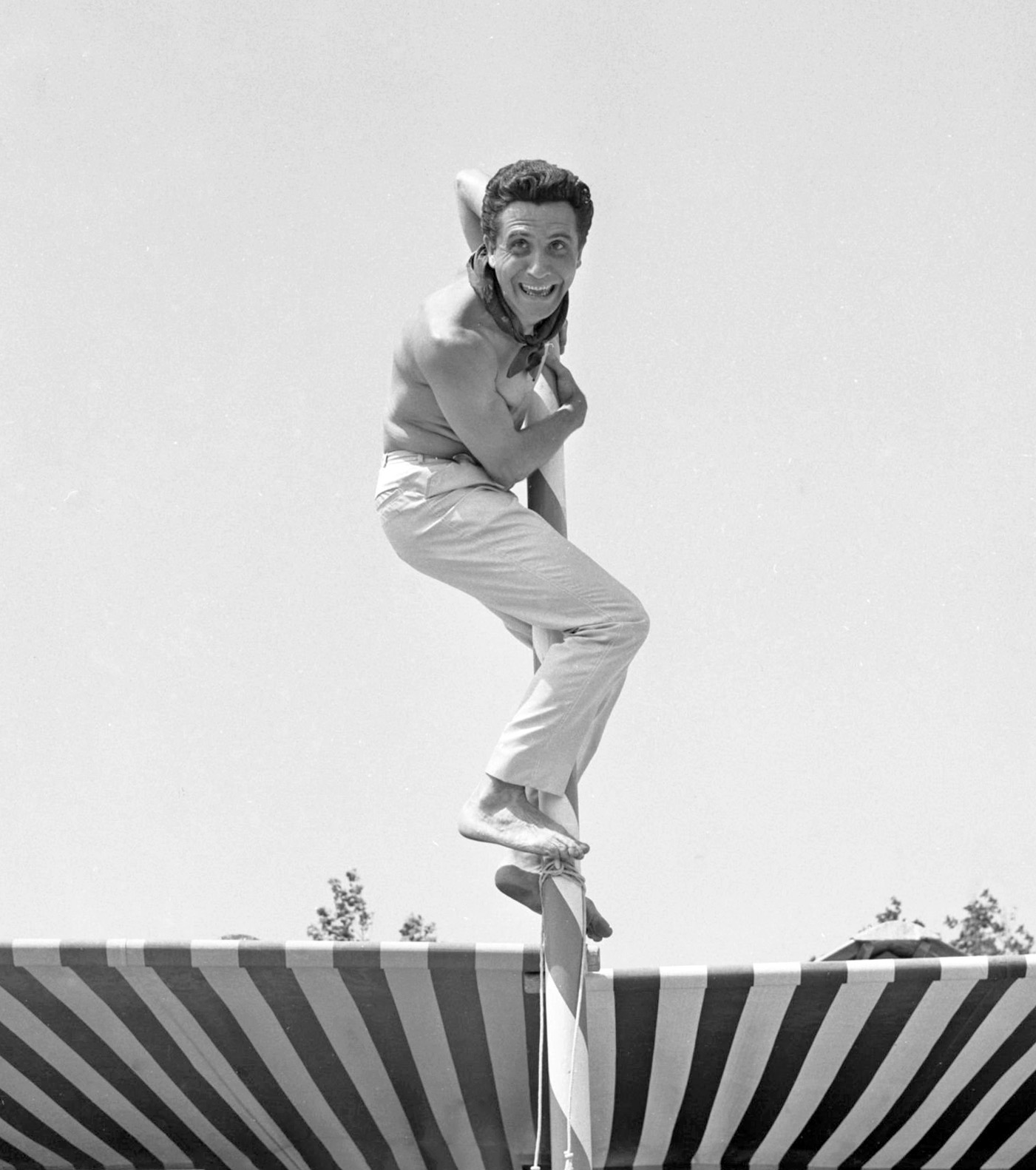
Toujours prêt à se mettre en scène avec dynamisme, comme ici à Venise en 1962

Le 2 février 1953, Bécaud enregistre ses deux premiers titres, Mes mains, signé Delanoë, et Les Croix, signé Amade. Son fils Gilbert naît exactement le même jour. Sa prestation au cabaret Le Drap d'Or en première partie de Josephine Baker est très remarquée. À ce moment-là, ce qui va devenir la salle de spectacle la plus célèbre de Paris, l'Olympia, est sur le point de rouvrir après vingt-cinq ans d'abandon. Le propriétaire, Bruno Coquatrix, pense à Bécaud pour la toute première affiche en février 1954. Bécaud n'est alors que vedette américaine. Mais lorsque, le 17 février 1955, il remonte sur la scène de l'Olympia, en vedette cette fois, le triomphe est au rendez-vous. À cette occasion a lieu la célèbre séance en matinée au cours de laquelle quatre mille jeunes, emportés par l'incroyable énergie de Gilbert Bécaud, détériorent une partie de la salle. La presse relate largement les faits et Bécaud bénéficie de surnoms tels que « Monsieur Dynamite », « Le champignon atomique » ou le plus célèbre d'entre eux, « Monsieur 100 000 volts ».
Cet incident marque le véritable départ de la carrière de Bécaud et surtout son attachement à l'Olympia, dont il reste l'emblème. Le nombre de ses passages dans cette salle, plus de trente fois de 1954 à 1999, est un record.
La même année 1954, Gilbert Bécaud publie son premier album destiné au marché américain Young Man of Paris in Moods of Love.

### «Le marathonien des galas»
Dès 1955, Bécaud consacre une grande partie de son temps aux tournées qui l'emmènent de l'Europe à l'Amérique du Nord en passant par le Maghreb.
Deux de ses chansons cosignées avec Pierre Delanoë connaissent une belle notoriété à l'étranger : Passe ton chemin devient Back Track pour Sammy Davis Jr tandis que Mes mains est reprise sous le titre With Your Love par Petula Clark, Vera Lynn et Robert Earl au Royaume-Uni, par Jan Peerce aux États-Unis sous le titre Your Hands et par divers interprètes en espagnol et en italien.  
Parallèlement à la chanson, Gilbert Bécaud fait ses débuts au cinéma en 1956 dans Le pays d'où je viens de Marcel Carné puis dans Casino de Paris, un film d'André Hunebelle en 1957. Il en compose également les musiques. Cependant, le septième art restera toujours en second plan dans la carrière du chanteur.

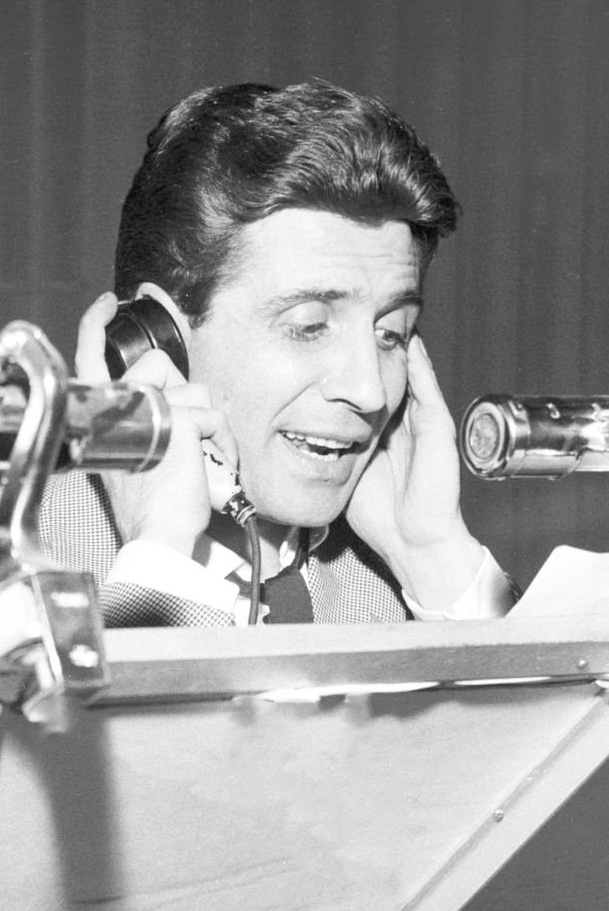
Lors d'enregistrements ou en interprétation publique, il utilise son geste légendaire (main gauche contre sa tempe) pour mieux percevoir et distinguer sa voix.

En 1957, Gilbert Bécaud enregistre la chanson Salut les copains qui, en 1959, donne son titre à une émission radiophonique d'Europe 1. Quatre ans plus tard, une autre chanson de Bécaud, nommée Tête de bois, « soufflera », en 1961, son titre à une émission de télévision également destinée aux jeunes : Âge tendre et tête de bois.
En 1957 naît son second fils, Philippe.
Parallèlement, la chanteuse américaine Jane Morgan devient no 1 au Royaume-Uni avec The Day The Rains Came, adaptation anglaise de la chanson Le Jour où la pluie viendra.
Fin 1958 disparaissent son père et son beau-père à deux semaines d'intervalle.
En 1959, Dalida est no 1 des ventes en Allemagne et no 2 en Autriche avec Am Tag Als Der Regen Kam adaptation en allemand de la chanson Le jour où la pluie viendra.

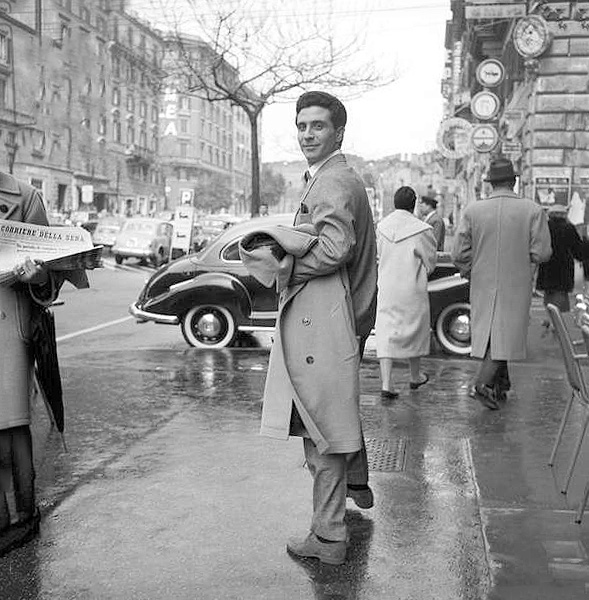
Sa carrière internationale prend son essor, fin des années 1950. Comme ici à Rome en 1958.

### «Let It Be Me»
Gilbert Bécaud aborde les années 1960 en poursuivant sa carrière à l'international ; son énergie enthousiasme des publics de toute nationalité. Passée inaperçue à sa création en 1955, sa chanson Je t'appartiens sur des paroles de Pierre Delanoë, est adaptée par Manny Curtis aux États-Unis. Le duo Everly Brothers  se classe no 7 du Billboard américain et lance une incroyable vague de reprises de ce titre devenu un immense standard aux États-Unis et dans le monde.
En 1960, Gilbert Bécaud reçoit le Grand Prix du disque. Il crée, cette année-là, une cantate de Noël, L'Enfant à l'étoile, qui est diffusée à la télévision lors de la soirée du 24 décembre 1960 depuis l'église Saint-Germain-l'Auxerrois à Paris.

### «Et maintenant»
1961 est l'année de Et maintenant, signé par Pierre Delanoë pour le texte. Cette chanson sera reprise plus de cent cinquante fois et la version anglaise What Now My Love fait le tour du monde.

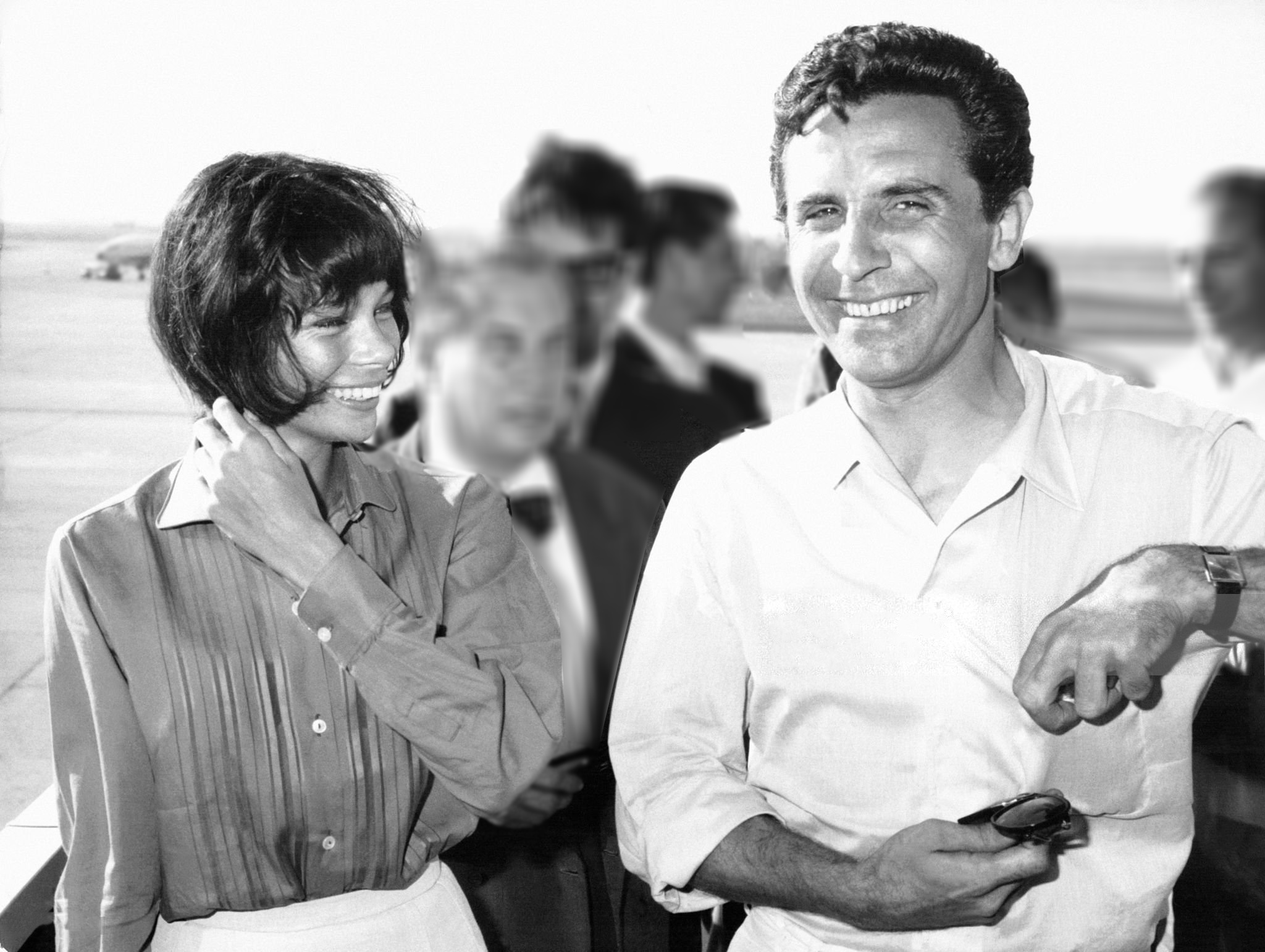
En 1962, il a une liaison avec Janet Woollacott, épouse de Claude François dont elle est séparée et l'emmène en Italie pour ses galas.

Après sa cantate, Gilbert Bécaud se lance en 1962 dans une nouvelle expérience : un opéra. Déjà en partie composé depuis plusieurs années, l'entreprise est longue et complexe à monter avant le 25 octobre 1962 où Gilbert Bécaud peut présenter son œuvre, L'Opéra d'Aran, devant le Tout-Paris réuni pour la première au théâtre des Champs-Élysées. Dirigé par le chef d'orchestre Georges Prêtre, cet opéra lyrique est joué cent fois.
Après l'épuisante expérience de l'opéra, le chanteur reprend en 1963 ses tournées (le Japon) et ses enregistrements. Le titre phare de cette année-là est Dimanche à Orly, allusion à ses innombrables passages dans l'aéroport parisien. Avec Charles Aznavour, devenu célèbre entretemps, il compose Je t'attends. Aznavour enregistre le titre en français, en italien et en espagnol.

### Bécaud et la vague yéyé
Dans ce début des années 1960, une nouvelle vague de chanteurs, qu'on appelle les yéyés, marque l'arrivée du rock'n'roll dans le paysage musical français et fait une concurrence à la génération précédente, dont Bécaud fait partie. Comme Aznavour, Bécaud commence donc à écrire pour ces jeunes chanteurs, dont Richard Anthony ou Hervé Vilard, alors qu'il engage Sylvie Vartan en première partie de sa tournée (1962). En 1966, Eddy Mitchell enregistre une reprise de Et maintenant tandis qu'Olivier Despax s'approprie Je t'appartiens. Françoise Hardy reprend Let It Be Me sur son album En anglais en 1968.
A noter que deux chansons du tandem Bécaud/ Delanoë deviennent emblèmatiques de cette génération : la chanson Salut les copains qui, en 1959, donne son titre à la célèbre émission radiophonique d'Europe 1 puis au magazine éponyme, tandis que le titre Tête de bois devient en 1961 une émission de télévision également destinée aux jeunes : Âge tendre et tête de bois ainsi qu'un périodique du même nom.

### «Nathalie»
1964 est l'année où l'artiste chante Nathalie, titre phare de son répertoire et qui atteint en quelques mois des chiffres de vente exceptionnels. Gilbert Bécaud l'interprète à l'Olympia pour son douzième passage sur la scène du boulevard des Capucines. Puis L'Opéra d'Aran tourne en France et en Europe. L'année suivante, Bécaud repart en tournée à travers la France, puis s'envole pour l'URSS le 24 avril. De 1965, on retient Quand il est mort le poète et Tu le regretteras, chanson dédiée au général de Gaulle qui fit couler un peu d'encre en cette année d'élection présidentielle. D'ailleurs, Gilbert Bécaud choisit de ne jamais la chanter sur scène.
Quand il est mort le poète est un hommage à Jean Cocteau qui avait pris sa défense lors de critiques virulentes à l'encontre de son succès. Le poète dira de Gilbert Bécaud : « Bécaud a le courage d'être excessif — ce que si peu de gens osent — et de se montrer tel qu'il est, jusqu'au bout ».

### Sur scène dans le monde entier
Après six semaines de tournée en Allemagne début 1966, et une série à l'Olympia du 3 février au 24 mars, Gilbert Bécaud donne un concert au Philharmonic Hall de New York le 22 avril, avant de s'envoler pour l'Amérique du Sud. Le 8 octobre, il remonte son opéra en Belgique avant d'en effectuer un nouvel enregistrement plus moderne et dans lequel il s'attribue pour la première fois un rôle. A l'automne, il s'installe à Broadway du 29 octobre au 19 novembre. Le jour de la première, il est l'invité vedette de l'émission télévisée The Hollywood Palace présenté par Herb Alpert qui vient de lui enregistrer What Now My Love. Il partage l'affiche avec Diana Ross et The Supremes. Bécaud profite de ce séjour américain pour travailler avec les paroliers Mack David, Rod McKuen, Norman Newell ou encore Robert Gray sur son prochain album américain Mon amour qui paraîtra en janvier 1967 aux États-Unis sur le label Liberty. Le 18 novembre, Frank Sinatra publie son album That's Life incluant deux chansons de Gilbert Bécaud : l'incontournable What Now My Love et Sand and Sea, adaptation de Plein Soleil.

### Repris par James Brown, Bob Dylan et Nina Simone
Après l'incroyable succès de What Now My Love (Et maintenant), c'est la version anglaise de Je t'appartiens (1955), soit Let It Be Me, qui poursuit son succès planétaire en 1967, reprise entre autres par Elvis Presley, Bob Dylan, Nina Simone, Sonny and Cher et James Brown. Gilbert Bécaud crée également en 1967 une autre de ses chansons les plus célèbres, L'important c'est la rose, qu'il chante devant son public lors de son quatorzième Olympia à partir du 17 novembre. Sur l'impulsion de son nouvel agent Bertrand de Labbey, Gilbert Bécaud crée son label, les Disques Dimensions, et produit un titre dont la postérité demeure Je reviens te chercher.
En 1968, il se produit à Broadway du 6 au 26 octobre

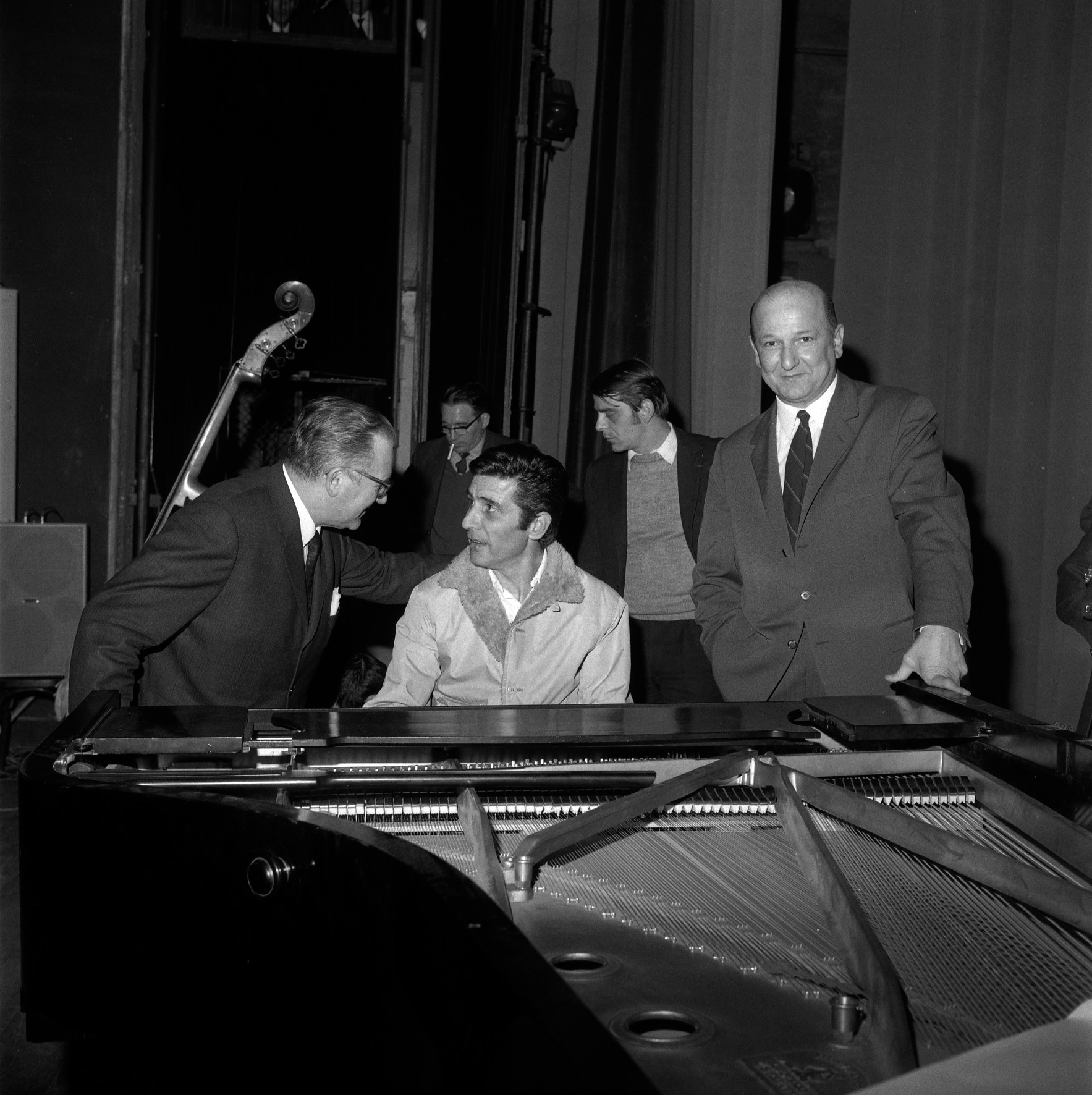
Gilbert Bécaud en répétition au théâtre du Capitole de Toulouse en 1968.

La fin des années 1960 se termine entre tournées, émissions de télévision et enregistrements. Gilbert Bécaud est désormais considéré comme un artiste majeur de la chanson française, qui compte à son répertoire nombre de titres devenus des classiques.
Les années 1970 débutent avec le titre La solitude ça n'existe pas, écrit avec Delanoë. Mais Bécaud a un faible pour La vente aux enchères, dont le texte est signé Maurice Vidalin. Le chanteur enregistre un peu moins de nouveaux titres, mais ses récitals restent nombreux et sa puissance scénique n'a rien perdu de sa vigueur. Sa popularité ne se dément pas, et lors de son Olympia de février 1972, on compte dix-neuf rappels. Fin 1972, Gilbert Bécaud publie une intégrale en six triples albums. Cette année-là, il revient également devant les caméras dans le film de Roberto Muller, produit par Claude Lelouch, Un homme libre.

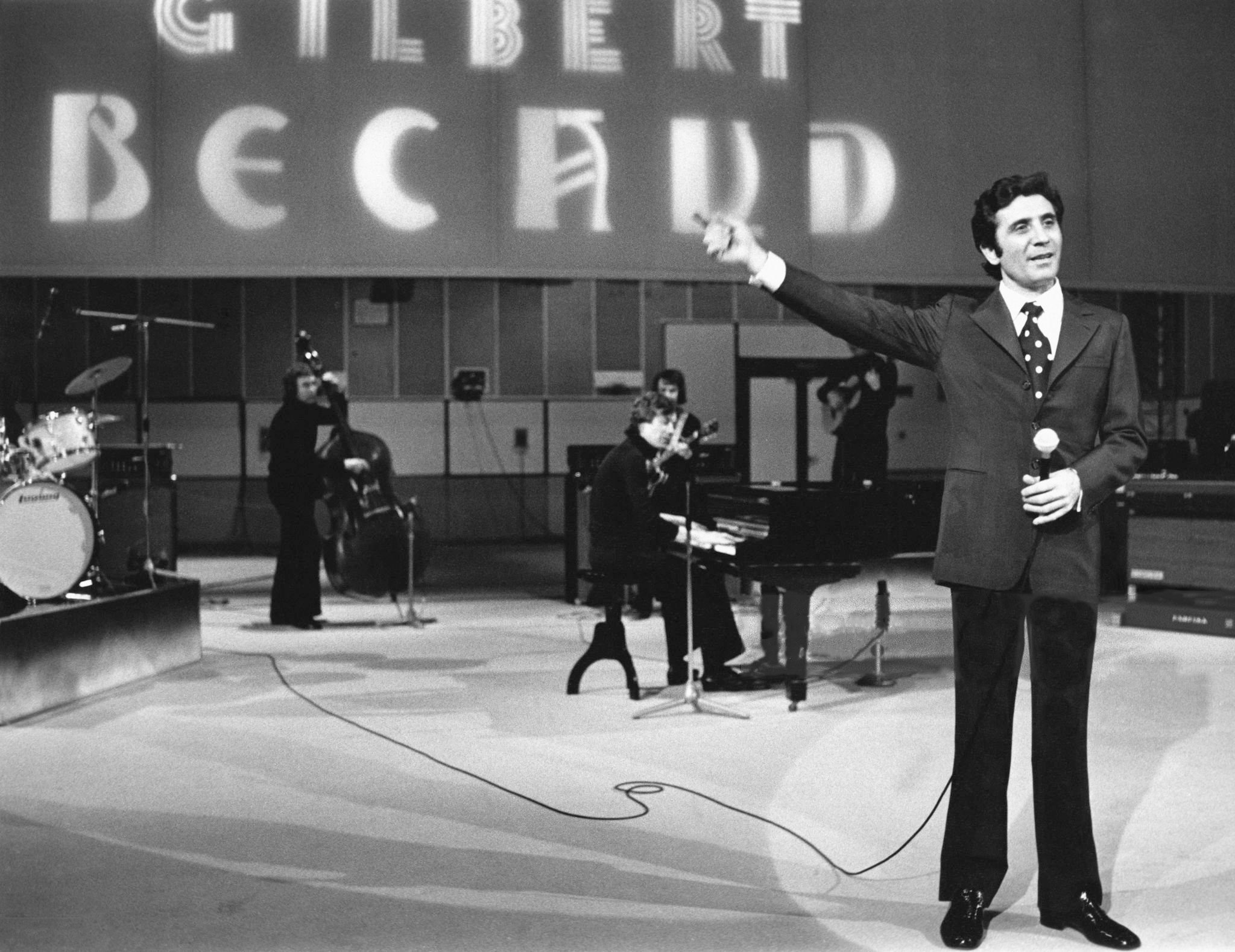
La télévision lui permet régulièrement de toucher un très large public. En 1972, il participe à une émission spéciale en Italie.

En 1973, il tourne pour Claude Lelouch Toute une vie. Mais après ces deux films, il se replonge dans la chanson et entame son dix-neuvième Olympia en octobre. Le rythme effréné de la vie du chanteur depuis une vingtaine d'années finit par se faire sentir. Gilbert Bécaud est fatigué. De plus, il fume beaucoup et le tabac représente de plus en plus un handicap pour sa voix.

### Décoré de la Légion d'honneur sur la scène de l'Olympia
Le 24 décembre 1973, comme en 1960, sa cantate de Noël est diffusée à la télévision en mondovision.
Le 14 janvier 1974, Gilbert Bécaud est nommé chevalier de la Légion d'honneur. La cérémonie a lieu — fait exceptionnel — sur la scène de l'Olympia et la décoration lui est remise par Louis Amade lui-même, poète et auteur du texte de certaines chansons de Gilbert Bécaud, mais aussi préfet.
1974 et 1975 se déroulent sur fond de tournées internationales, notamment grâce au succès de la chanson Un peu d'amour et d'amitié enregistrée dans plusieurs langues. La version anglaise A Little Love And Understanding reste 12 semaines dans le top U.K. où elle atteint la 10e place fin mars 1975
En 1976, il commence à collaborer avec un autre jeune auteur, Pierre Grosz Mais où sont-ils les jours heureux ?
Le 24 décembre 1976, une fois encore, Gilbert Bécaud occupe le devant de la scène pour le réveillon de Noël en chantant La Première Cathédrale en direct du parvis de la cathédrale Notre-Dame de Paris, titre écrit avec un autre jeune auteur, Franck Thomas.
L'année 1977 est dominée par la création de la chanson L'Indifférence, cosignée par Maurice Vidalin. Le titre reçoit l'Oscar de la meilleure chanson française.
En 1978, il entame une collaboration fructueuse avec Neil Diamond. Ils écrivent plusieurs chansons publiées entre 1979 et 1981 dont September Morn (C'est en septembre).

### Années 1980
En 1979, Bécaud et sa famille s'installent dans le Poitou, dans une ferme de 110 hectares. Il y élève des animaux, se consacre à la culture bio et construit une cabane pour composer ses chansons. 1980 démarre avec un nouvel album, Moi, je veux chanter, et surtout les chansons du film américain The Jazz Singer, de Richard Fleischer, que Gilbert Bécaud a coécrites avec Neil Diamond, qui joue le personnage principal de cette comédie musicale. Si le film déçoit, la B.O. est citée aux Grammy Awards et la chanson Love on the Rocks concourt pour un Golden Globe Awards. Le titre interprété par Neil Diamond devient #2 du Billboard Hot 100. Adaptée en français par Maurice Vdalin, Gilbert Bécaud enregistre L'amour est mort en duo avec Martine St-Clair au Québec. Le titre est #1 du Palmarès québécois en 1981.
En 1982, Willie Nelson enregistre une nouvelle version de Let It Be Me qui se classe no 2 des Charts US Country.
Les tournées reprennent, précédant un nouvel Olympia à l'automne pendant cinq semaines. Bécaud se produit avec succès au Japon et au Canada. Il reçoit la médaille d'or de la SACEM en 1982 pour l'ensemble de sa carrière et crée, cette année-là, Désirée, qui sera son tube des années 1980, classé no 11 du Top 50.
À partir du 30 septembre 1983, Bécaud est une nouvelle fois à l'Olympia et en profite pour célébrer ses trente ans de carrière.
En 1984, il est honoré par la Ligue internationale contre le racisme et l'antisémitisme (LICRA) pour sa chanson « Mustapha-Dupont » défendant l'intégration.
En 1986 se déroule un événement important pour Gilbert Bécaud : la création mondiale de sa nouvelle comédie musicale Madame Roza. Inspiré du roman La Vie devant soi, d'Émile Ajar (alias Romain Gary), ce spectacle est finalisé depuis 1983, mais Bécaud doit attendre trois ans avant de pouvoir enfin monter sa nouvelle création sur une scène. C'est aux États-Unis que le spectacle est créé. Gros succès à Baltimore, puis à Los Angeles. Mais à Broadway le 1er octobre 1987, c'est un échec, le rideau tombe après douze représentations. Le spectacle ne sera jamais présenté en France, malgré l'adaptation française de Claude Lemesle et Didier Van Cauwelaert.
En 1988, pour son vingt-sixième Olympia, Gilbert Bécaud met au point deux séries de concerts, le spectacle rouge et le spectacle bleu, qu'il donne en alternance. À chaque soirée correspond un répertoire différent d'une trentaine de titres. Cette même année, Bécaud quitte sa maison de disques EMI pour intégrer BMG, qui rachète la quasi-totalité de son répertoire. C'est donc chez BMG, sous le label Ariola, qu'il publie un nouvel album en 1989, Fais-moi signe. Pour les textes, en plus de Pierre Delanoë et de Louis Amade, Bécaud est entouré de Claude Lemesle pour Quand la musique s'arrête et de Didier Barbelivien pour Après toi c'est la mer. Il retrouve Charles Aznavour à l'occasion de l'enregistrement du titre Pour toi Arménie.
En 1991, la mère de Gilbert Bécaud meurt à l'âge de 100 ans. Cette année-là, le chanteur donne deux cent quarante-neuf concerts à travers le monde, dont plusieurs à l'Olympia où il s'installe du 1er au 20 octobre.

### Le disque d'une vie

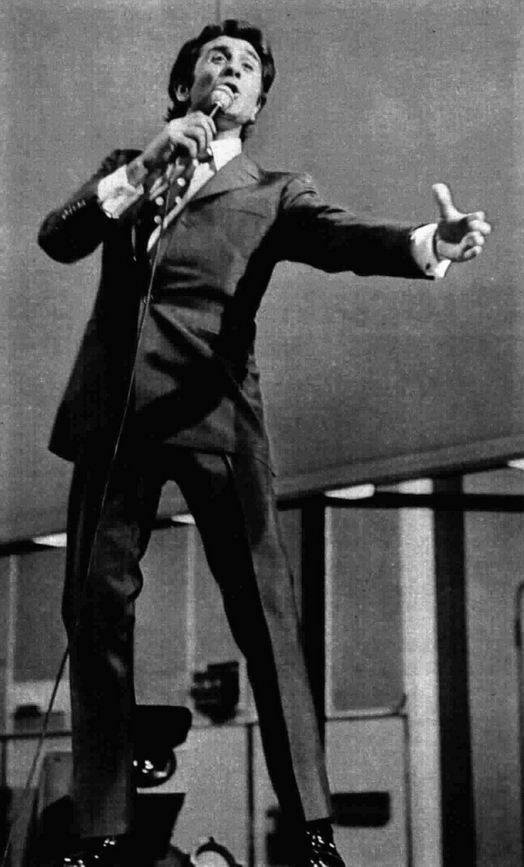
Gilbert Bécaud à Rome.

Pourtant, dès 1992, il retrouve le chemin des studios et enregistre une troisième version de son opéra réalisée par son fils, Gaya. En outre, il écrit avec Pierre Delanoë et Louis Amade, un nouvel album qui, en seize titres, résume la vie du chanteur. Enregistré aux États-Unis sous l'égide du producteur Mick Lanaro, Une vie comme un roman sort le 2 février 1993, quelques mois après la disparition d'un de ses auteurs fétiches et amis proches, Louis Amade. Du 2 au 24 octobre, Gilbert Bécaud retrouve son public sur la scène du Palais des congrès de Paris.
De 1992 à 1996, Gilbert Bécaud prend du temps pour se remettre en forme. Le tabac est encore un problème et c'est entre la Corse, le Poitou et la péniche sur laquelle le couple s'est installé en 1992 à Paris que le chanteur se repose. Cela ne l'empêche pas de travailler avec ses auteurs, Delanoë, Claude Lemesle, Pierre Grosz, Franck Thomas ou Jean-Michel Bériat. Il participe au concert Les Enfoirés à l'Opéra-Comique où il chante Alors, raconte en duo avec Smaïn. On commence à reparler de la comédie musicale Madame Roza qui pourrait bien être enfin montée en France. La chanteuse Annie Cordy est pressentie pour le rôle vedette. En 1996, l'auteur dramatique Didier van Cauwelaert commence à travailler sur une adaptation qui serait mise en scène par Jérôme Savary.
Le 15 novembre 1996 sort l'album Ensemble, écrit au cours de ces années sabbatiques, avec en outre un titre de sa comédie musicale Madame Roza. Puis il repart en tournée à travers le monde : Belgique, Italie, Tunisie (en décembre), Japon (en janvier), Turquie (en mars).
1997 est l'année de ses 70 ans. Cet anniversaire est célébré lors de son trentième Olympia du 13 au 23 novembre, le récital à l'Olympia d'autant plus exceptionnel que Gilbert Bécaud en fait la réouverture après la destruction de l'immeuble contenant la salle, puis déplacée quelques mètres plus loin, avec la reconstruction de la célèbre salle. À la suite de cette série de récitals, le chanteur repart en tournée à travers la France et le monde, dont le Canada en octobre 1998.
Au mois d'octobre 1998, la saison lyrique du Grand Théâtre de Tours s'ouvre sur l'Opéra d'Aran, de retour sur une scène française. Ce spectacle, qui se passe en Irlande, rassemble 11 rôles principaux, 40 choristes et une cinquantaine de musiciens. Avant de revenir en France, il avait été présenté dans de nombreux pays d'Europe.

### Maladie et dernières scènes
Gilbert Bécaud, en 1999, sort un nouvel album intitulé Faut faire avec... réalisé par André Manoukian et dirigé par Jean Mareska qui a travaillé avec Jean-Jacques Goldman. Le disque, très acoustique, est enregistré avec une petite formation. Pierre Delanoë y signe six des douze textes qui composent l'opus, Didier Barbelivien, deux. Bécaud chante en duo avec sa fille Emily un titre écrit par Luc Plamondon, La Fille au tableau. Faut faire avec... est le dernier album du chanteur à paraître de son vivant.
En novembre 1999, Gilbert Bécaud retrouve sa scène fétiche l'Olympia pour un 31e lever de rideau. Malade, grossi, atteint d'un cancer, il trouve cependant l'énergie de chanter. Le public le soutient et l'encourage. Le tout dernier concert de sa carrière a lieu en Allemagne, à Fribourg-en-Brisgau, le 15 juillet 2001. Gilbert Bécaud voulait faire un dernier spectacle à l'Olympia, en octobre 2001, sur trois jours, pour « célébrer le nouveau millénaire » et aussi, sans doute, pour mettre un terme à sa carrière, mais assez rapidement, à partir de l'été 2001, de sérieux problèmes de santé vont l'empêcher de faire un dernier passage dans sa salle fétiche et, en août 2001, ce projet sera définitivement annulé.

### Mort
Gilbert Bécaud enregistre un ultime album, avant de mourir d'un cancer du poumon, le 18 décembre 2001, chez lui à Boulogne-Billancourt, sur sa péniche nommée Aran. Toute la profession lui rend hommage le vendredi 21 décembre lors de ses obsèques en l'Église de la Madeleine à Paris.
Son dernier album sort post mortem le 19 mars 2002. Son fils Gaya a sélectionné, parmi une trentaine, onze chansons enregistrées sur les thèmes de la mort et de Dieu. Un de ces titres est un duo avec Serge Lama, Le Train d'amour. Le disque contient également deux extraits de la comédie musicale Madame Roza, interprétés par Annie Cordy.
Gaya Bécaud fait paraître en 2005 un second album posthume, Suite, comprenant trois inédits, un duo virtuel avec la chanteuse Fella et six anciens morceaux dans une nouvelle version réorchestrée.
En 2011, année de la commémoration de sa disparition, sort chez EMI, Bécaud, le coffret essentiel, recueil de 267 chansons en douze CD : albums originaux, 45 tours rares, 38 chansons enregistrées lors de 13 passages à l’Olympia, trente-deux titres inédits en CD, etc..

### L'Olympia
L’Olympia est étroitement associé à la carrière de Gilbert Bécaud. Il figure en première partie lors de sa réouverture par Bruno Coquatrix en février 1954, dans un programme où les têtes d'affiche sont Lucienne Delyle et son mari Aimé Barelli. En février 1955, Coquatrix propose d'offrir le spectacle de Bécaud aux étudiants. Plus de 4 000 spectateurs se pressent alors que la salle ne contient que 2 000 places. Les adolescents sont pris de frénésie et s'emballent jusqu'à casser des fauteuils.

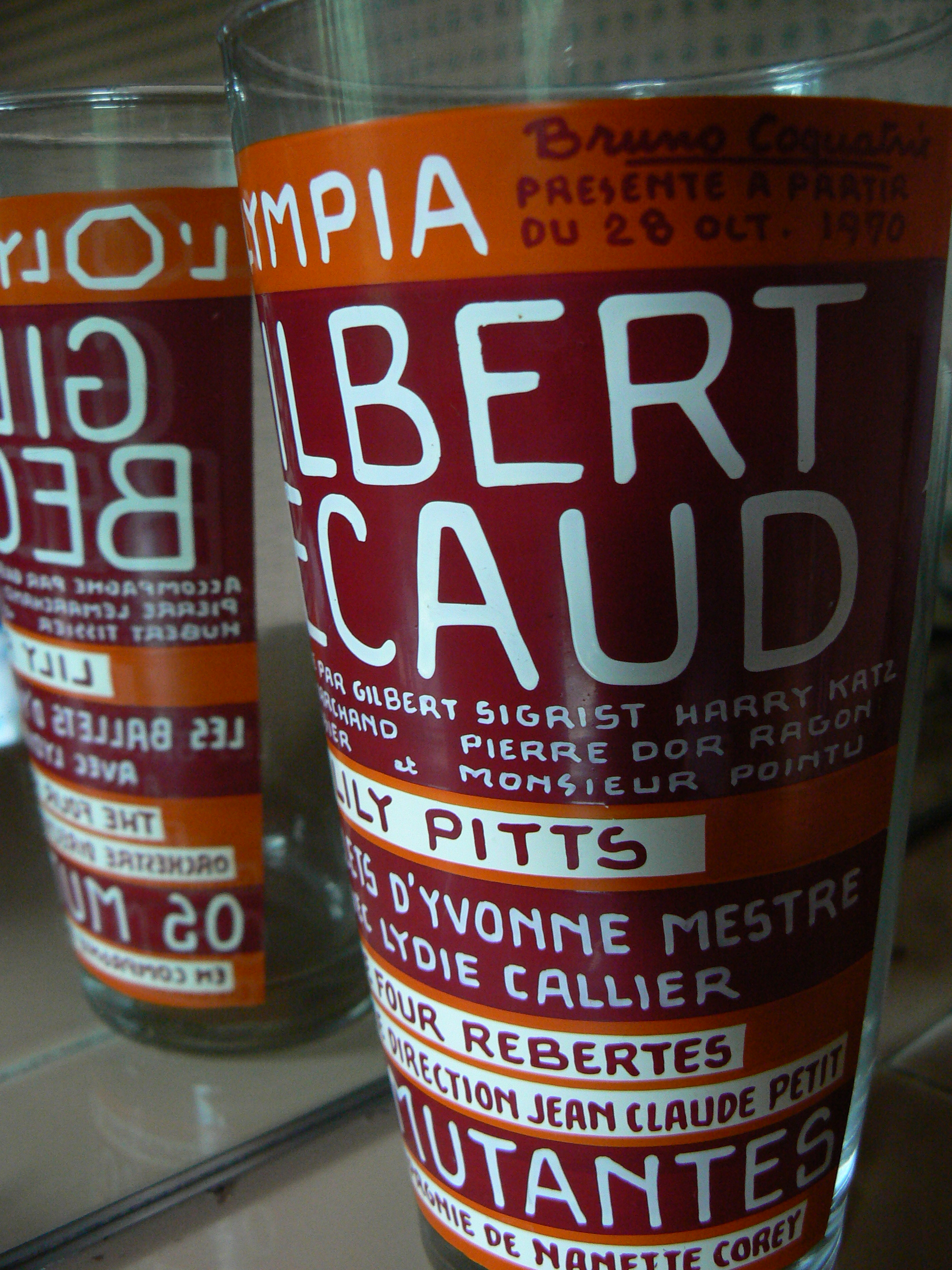
Verre promotionnel de l'Olympia lors du passage de Gilbert Bécaud en 1970

Gilbert Bécaud inaugure la réouverture du lieu après sa reconstruction en novembre 1997, quelques années après avoir écrit la chanson Il est à moi L'Olympia.
Au total, l'artiste s'est produit à 31 reprises sur cette scène.
Le jour de ses obsèques, alors que le corbillard passe sur le boulevard des Capucines pour se rendre à l'église de La Madeleine, le fronton du music-hall affiche en lettres de feu Salut Gilbert Bécaud.

### Vie privée

#### Famille
Gilbert Bécaud épouse la comédienne Monique Nicolas (1929-2002) en 1952. Le couple se sépare dans les années 1960 mais ne divorce qu'une quinzaine d'années après. Elle met un terme à sa carrière à la naissance de leur premier enfant, Gilbert dit « Gaya », né le 2 février 1953 (et mort le 28 septembre 2022). Un deuxième fils, Philippe (pour lequel il composera Pilou Pilou Hé), voit le jour en 1957, puis une fille, Anne naît en 1961 (elle meurt le 3 septembre 2019 dans l'incendie de son domicile à Saint-Pierre-de-Maillé).
Le 3 juin 1965, Gilbert Bécaud a une fille, Jennifer avec Janet Woollacott, alors épouse de Claude François dont elle est séparée depuis 1962. La liaison entre Gilbert et Janet durera de 1962 à 1966.
En 1972, naît Emily de sa relation avec Cathryn Lee St. John, dite « Kitty », mannequin américain de l'agence Catherine Harlé rencontrée en 1965 et épousée en 1976. Le couple adopte Noï, une enfant laotienne, en 1993.
Gaya Bécaud forme un groupe appelé Soundforce et publie 3 albums. Il réalise plusieurs albums de son père. Philippe Bécaud dirige les orchestres de studio pour son père et compose pour lui (Musicien de Jazz en 1981, Marie-Pierre en 1987). Il publie un album de piano solo Time To Dream, Time To Love en 1977. Jennifer Bécaud est la chanteuse du groupe 2 source et publie un disque sus le nom de Jennifer Kay écrit avec son compagnon Jimmy Jay en 2006. Emily Bécaud chante avec son père dès son plus jeune âge et sur l'ultime album de Bécaud, une chanson en duo sur un texte de Luc Plamondon.
Les enfants de Gilbert Bécaud, héritiers à parts égales, se déchirent pendant 10 ans autour de l'application du droit moral dévolu par testament à Gaya Bécaud. A la mort de celui-ci, le testament confie ce droit à Emily Bécaud, mettant fin aux querelles.

#### BB
En 1996, Brigitte Bardot révèle avoir eu une liaison avec Gilbert Bécaud en 1957, au plus fort de leur notoriété respective,. Leur rencontre eût lieu face aux caméras lors du tournage du Show Bécaud enregistré pour le réveillon du 31 décembre 1957. Cette liaison secrète (ils sont tous deux mariés) inspire le troisième épisode de la série Bardot
En 1983, une chanson, Désirée, fait référence à l'actrice luxembourgeoise Désirée Nosbusch[réf. nécessaire].

#### Lieux
Gilbert Bécaud a vécu au Chesnay (Yvelines) dans les années 1950 et 60, passant ses vacances dans sa maison de Deauville. Il s'installe avec Kitty et ses enfants dans la tour France à Puteaux dès 1973, y faisant transporter son piano par une grue avant la construction du toit. Par la suite, la famille Bécaud s'installe dans une ferme du Poitou sur la commune de La Bussière (Vienne), que l'artiste quitte régulièrement pour sa péniche Aran amarrée au pont de Saint-Cloud à Paris. Gilbert Bécaud a également passé ses hivers en famille dans son chalet de Crans-Montana pendant 40 ans et une partie de ses étés dans sa résidence de Bonifacio.

#### Maladie
Grand fumeur et amateur de whisky, ayant mené une vie effrénée, il meurt sur sa péniche le 18 décembre 2001 à 74 ans, des suites d'un cancer du poumon opéré plusieurs fois.
Il est inhumé à Paris au cimetière du Père-Lachaise (division 45, transversale 1), voisin de Sophie Daumier, de Marie Trintignant, d'Alain Corneau et de Daniel Toscan du Plantier,,.
Depuis 2010, Kitty Bécaud gère la société de production et d'éditions musicales Nouvelles Éditions Rideau Rouge, créée par Gilbert Bécaud, et s'occupe de la mémoire et de l’œuvre de son mari.

## Gilbert Bécaud, une star mondiale
Si la notoriété internationale de certains artistes est régulièrement usurpée, on peut affirmer que celle de Gilbert Bécaud est largement sous-estimée. Non seulement l'artiste s'est produit avec succès dans le monde entier mais ses chansons font régulièrement l'objet d'adaptations dans de très nombreuses langues.

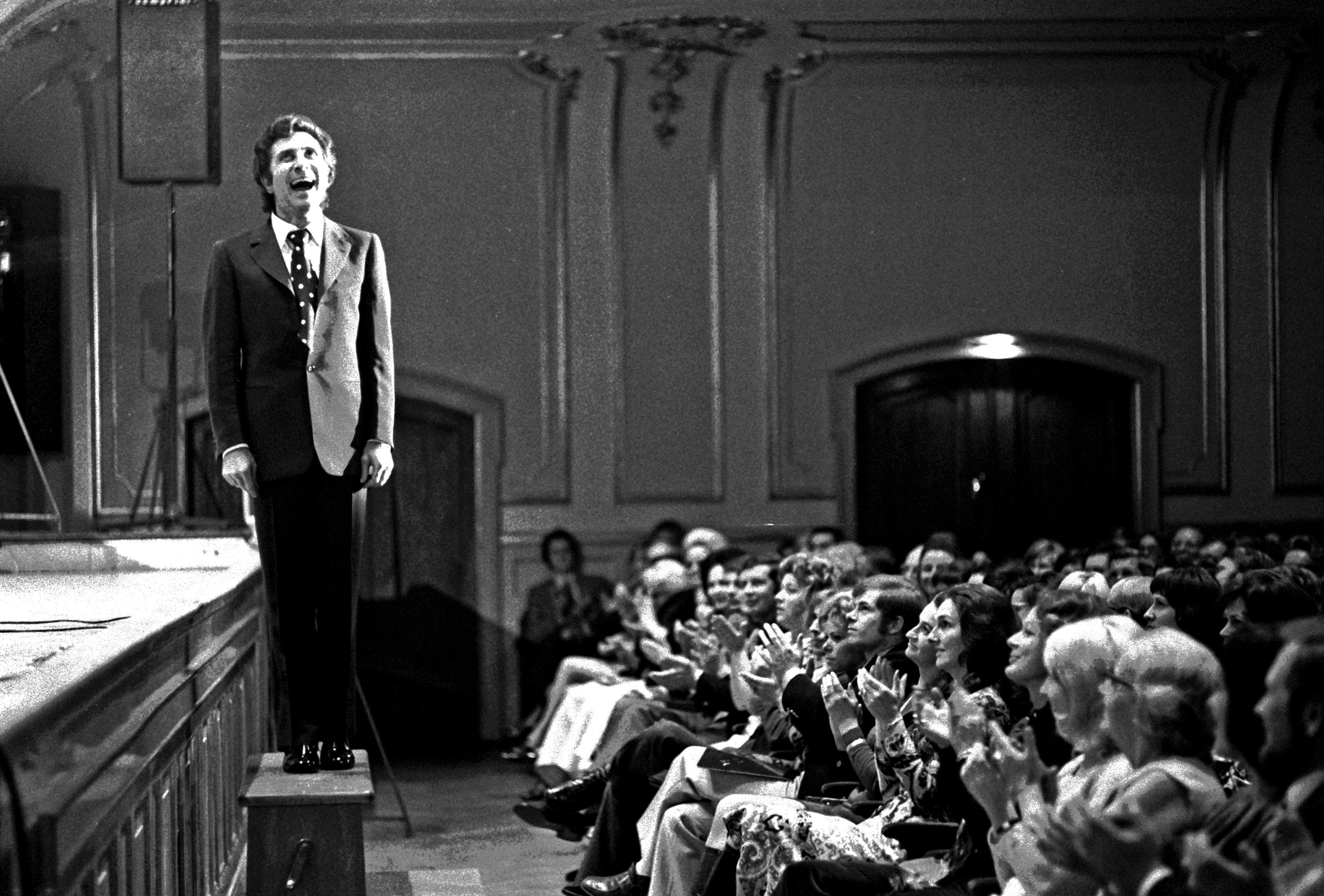
Gilbert Bécaud à Hambourg (Allemagne) en 1971.

### Bécaud et les États-Unis

#### Premiers succès
Gilbert Bécaud découvre les Amériques en tant que pianiste-accompagnateur du chanteur de charme Jacques Pills lors d'une tournée mondiale en 1951. Lorsqu'il devient chanteur en 1953, ses premières compositions sont rapidement adoptées par des interprètes américains : Passe ton chemin devient Back Track pour Sammy Davis Jr en 1954, tandis que Mes mains est reprise par Jan Peerce sous le titre Your Hands en 1955, deux titres dont les paroles originales sont dues à Pierre Delanoë.
En 1954, Gilbert Bécaud publie son premier album destiné au marché américain Young Man of Paris in Moods of Love tandis que Mé Qué Mé Qué, chanson coécrite avec Charles Aznavour, est adaptée en anglais par Bunny Paul sous le titre Mecqué, Mecqué. Le titre se classe no 28 des Charts aux États-Unis par le groupe The Gaylords.

#### Let It Be Me
Créée par Gilbert Bécaud en 1955, la chanson Je t'appartiens, sur un texte de Pierre Delanoë, va connaître un destin fabuleux. Sa première version en anglais par Manny Curtis intitulée Let It Be Me est enregistrée en 1957 par la chanteuse Jill Corey qui joue Linda Wallis dans un épisode de la série télévisée Climax!, épisode lui aussi intitulé "Let It Be Me". Paru en single chez Columbia Records le titre atteint la 57ème place du Billboard Hot 100. C'est une peccadille au regard de la version suivante enregistrée par The Everly Brothers fin 1959. Atteignant la 7e place du Billboard Hot 100 le 11 janvier 1960 et demeurant 15 semaines dans ce classement, le titre s'impose dans la version des frères Everly au Canada, en Australie et au Royaume-Uni. Alors que la version originale française reste dans l'anonymat, Let It Be Me devient un standard international, adapté dans plus de 30 langues différentes. La version de Manny Curtis demeure toutefois la plus populaire. Aux États-Unis, elle sera reprise notamment par Elvis Presley, Bob Dylan, Nina Simone, Andy Williams, Sonny & Cher, Nancy Sinatra, Tom Jones, James Brown, Roberta Flack, Percy Sledge, Olivia Newton-John & Cliff Richard, Willy DeVille...etc. Elle redevient un hit par Willie Nelson en 1982 (qui atteint la 2e position du Billboard Country aux États-Unis).

#### The Day The Rains Came
Le Jour où la pluie viendra est un succès de l'année 1957 pour Gilbert Bécaud. C'est Carl Sigman qui adapte en anglais le texte de Pierre Delanoë. Enregistré par Jane Morgan The day the rains came se classe no 1 du UK Singles Chart en janvier 1959 et no 21 du classement US Pop du Billboard Singles américain. 

#### What Now My Love
En 1961, Gilbert Bécaud compose, sur un texte de Pierre Delanoë, un de ses titres emblématiques Et maintenant. Cette chanson est elle aussi amenée à rencontrer une destinée exceptionnelle. Rapidement adaptée par Carl Sigman, What Now My Love figure dès 1962 aux répertoires de Nana Mouskouri pour son premier album américain produit par Quincy Jones, The Girl From Greece Sings (1962), et de Shirley Bassey pour son album Let's Face the Music (1962) (Cette version sera classée pendant 4 mois au UK Singles Chart, atteignant la 5e place).
Mais c'est en 1966 que le titre What Now My Love va battre tous les records. La même année, la chanson est reprise par Sonny & Cher (#14 US, #13 UK), par Herb Alpert dans une version instrumentale restée no 1 du classement Billboard Album pendant neuf semaines et est nommé en 1967 aux Grammy Award dans la catégorie Album de l'année. Suivent Judy Garland qui livre une version mémorable dans le show télévisé de Perry Como's tandis que Barbra Streisand l'intègre à son album Je m'appelle Barbra, Frank Sinatra à son album That's Life, Sonny & Cher à leur album The Wondrous World of Sonny & Cher, Sarah Vaughan dans son album The New Scene, Johnny Mathis dans son album So Nice, Brenda Lee dans son album Coming on Strong, Sammy Davis Jr. et Buddy Rich dans leur album The Sounds of '66...etc. Fort de ce triomphe, Bécaud assure une série de shows à Broadway du 29 octobre au 19 novembre. Le jour de la première, il est l'invité vedette de l'émission télévisée The Hollywood Palace présenté par Herb Alpert où il reprend What Now My Love avec Diana Ross et The Supremes. 
Plus de 400 versions de Et Maintenant sont dès lors répertoriées dans tous les pays mais la liste impressionnante des interprètes ne saurait se passer des versions notoires de What Now My Love par Judy Garland et Liza Minnelli au London Palladium en 1965, Elvis Presley pour son show retransmis dans 43 pays par satellite en 1973 Aloha from Hawaii via Satellite, de Miss Peggy du Muppet Show (saison 1, épisode 11) en 1976),ou d'Aretha Franklin & Frank Sinatra en 1993.

Gilbert Bécaud devant les Présidents français et américain et leurs épouses pour les 200 ans de l'Indépendance des États-Unis

#### It Must Be Him/Her
Gilbert Bécaud est incontournable aux États-Unis en cette année 1966. C'est alors que son agent, Bertrand de Labbey le fait signer chez Liberty Records en licence pour ses albums et en sous-édition pour ses chansons, avec une clause essentielle : que le patron Ron Kass fasse chaque année enregistrer par l'un.e de ses artistes une version anglaise d'une chanson de Bécaud. Cela s'avère être une idée de génie : Ron Kass choisit le titre Seul sur son étoile, fait adapter le texte de Maurice Vidalin par Mack David et choisit sa nouvelle artiste Vikki Carr pour lancer la chanson devenue It Must Be Him. Sorti en single en 1967, en quelques semaines, Vikki Carr se classe no 3 aux États-Unis de l'US Pop Chart, no 1 du classement easy-listening, no 2 en Australie et au Royaume-Uni, le single s'écoule à plus d'1 million d'exemplaires, est certifié disque d'or et se retrouve nommé dans quatre catégories aux Grammy Awards 1968. Le titre est repris par Shirley Bassey puis par Sammy Davis Jr dans une version masculine It Must Be Her.

#### 200 Years Ago
C'est en toute logique qu'en 1976, le Président de la République Française Valéry Giscard-d'Estaing invite Gilbert Bécaud à l'Ambassade de France pour célébrer le bicentenaire de l'Indépendance des États-Unis en présence du Président des États-Unis Gerald Ford. Bécaud y interprète une chanson composée pour la circonstance, sur un texte de l'ancien Porte-Parole de John F. Kennedy, Pierre Salinger, intitulée 200 Years Ago.

#### Neil Diamond
En 1978, Gilbert Bécaud fait la connaissance de Neil Diamond, un artiste au palmarès prestigieux. Ils collaborent sur deux titres : Mama Don't Know et surtout September Morn qui donnera son nom au nouvel album de Neil Diamond. La chanson se classe no 17 du Billboard Hot 100, et 14e du Top 100 Cash Box. Il s'écoulera plus d'1 million de cet album. C'est énorme, mais c'est cinq fois moins que le disque suivant, extrait de la bande originale du film The Jazz Singer. Ce ne sont pas moins de 5 chansons coécrites par Neil Diamond et Gilbert Bécaud qui figurent dans cette comédie musicale. La bande originale du film paraît en novembre 1980. L'album dépasse les 5 millions d'exemplaires aux États-Unis et se classe dans les Top des ventes d'une dizaine de pays, tandis que la chanson Love on the Rocks atteint la 2e place du Billboard Hot 100. Le titre est nommé au Golden Globes Awards et l'album du film aux Grammy Awards.

#### Roza
Gilbert Bécaud souhaite adapter le roman La Vie devant soi d'Émile Ajar/Romain Gary en comédie musicale, sous le titre Madame Rosa, mais ne réussit pas à trouver un producteur ni un distributeur en France, ou ailleurs en Europe.  C'est aux États-Unis, en 1986 que la comédie musicale est présentée sous le titre Roza. Les lyrics sont signées par Julian More (en) qui a été choisi par le metteur en scène Harold Prince, sur des compositions de Gilbert Bécaud. L'actrice Georgia Brown incarne le rôle-titre. Après un très bon accueil à Baltimore au Center Stage (en) et à Los Angeles au Mark Taper Forum (en), le spectacle est démoli par la critique à New York, au Royal Theatre de Broadway. L'histoire s'arrête au bout de seulement 12 représentations.

### Bécaud et le Québec
Gilbert Bécaud découvre le Québec en 1951, alors qu'il est le pianiste-accompagnateur de Jacques Pills. Celui-ci est notamment programmé au Cabaret Chez Gérard, une célèbre Boîte à chansons dirigée par Gérard Thibault. Bécaud y reviendra souvent mais comme chanteur vedette.
Ses premières chansons coécrites avec Charles Aznavour seront publiées au Canada sur le label Angel comprenant parfois des versions différentes destinées spécifiquement au public québécois comme Viens ou Rentre chez toi et pleure en raison de désaccord entre les deux créateurs.
Dès 1960, une de ses chansons parue en 1954 Les enfants oubliés sur un texte de Louis Amade, s'impose comme un classique québécois des chants de Noël. Les plus grands artistes de la Province l'ont mise à leur répertoire : Normand Carpentier et Marc Legrand en 1960, Ginette Reno en 1967, René Simard en 1971, Renée Martel en 1976, Céline Dion en 1981, la famille Daraîche en 1991, Patrick Norman en 1992, Raymond Berthiaume en 2000, Bruno Pelletier en 2003, Mario Pelchat en 2009 et Maxime Landry en 2013.
En 1961, lors d'une tournée dans toute la Province, il découvre un chanteur amateur, encore alors professeur, Gilles Vigneault. Bécaud met en musique l'un de ses textes sur Natashquan, ville de naissance du poète québécois et l'enregistre, devenant ainsi le premier interprète français à graver une chanson de Vigneault sur disque.
En 1970, il forme un duo avec Monsieur Pointu (de son vrai nom Paul Cormier), un « violoneux » autodidacte traditionnel du Québec, pour enregistrer la chanson La vente aux enchères. Ce duo fit plusieurs tournées en France. Dès le début de leur association, Bécaud est allé quelquefois dans les fêtes de la famille Cormier.
En 1973, il compose L'Indien sur un texte poignant de Maurice Vidalin qui évoque la détresse du peuple Autochtone, en hommage à la forte amitié qui le lie au chef huron-wendat Max Gros-Louis Oné Onti.
En 1978, Bécaud publie un enregistrement en public à Québec Récital En Direct Du Grand Théâtre De Québec
En 1980, Bécaud est no 1 du Palmarès québécois avec la chanson L'amour est mort, adaptation par Maurice Vidalin du titre Love on the rocks coécrit par Gilbert Bécaud et Neil Diamond, qu'il interprète en duo avec la québécoise Martine St-Clair.
En 1982, pour un show TV, Bécaud fait transporter son piano par hélicoptère au sommet de la Baie James. L'émission sera diffusée sur tout le territoire canadien.
En 1999, il travaille avec le parolier Luc Plamondon pour son ultime album Faut faire avec.... Plamondon écrit le texte de la chanson La fille au tableau que Bécaud chante en duo avec sa fille Emily.

### Bécaud et l'Allemagne
C'est avec le titre Am Tag, Als Der Regen Kam (aussi appelé parfois Regenballade) chanté par Dalida que Gilbert Bécaud s'impose en Allemagne dès 1959. Le titre est no 1 pendant l'été et de nombreux artistes allemands s'en emparent (notamment le saxophoniste Max Greger ou encore Roberto Blanco). Peu après, le parolier Hans Bradtke adapte Je t'appartiens devenu un succès aux États-Unis sous le titre Let It Be Me. La version allemande intitulée Zeig' Mir Bei Nacht Die Sterne devient elle aussi un succès par Detlef Engel (n°39 des ventes). Le titre sera repris en 1970 par Françoise Hardy sur son album Träume.
Mais c'est seulement en 1962 que Gilbert Bécaud commence à enregistrer en langue allemande, dans la foulée de ses succès mondiaux. Bradtke adapte Et maintenant qui devient Was Wird Aus Mir (chanson que reprend également Caterina Valente) puis en 1964, Bécaud enregistre la version allemande de Nathalie (no 17 des ventes. Entre temps, il apprend l'allemand et on peut bientôt le voir dans les émissions de variétés s'exprimer parfaitement au point d'avoir son propre show télé Monsieur 100.000 volts entre 1967 et 1968. Dès lors, il publiera une dizaine d'albums en langue allemande, tout en étant régulièrement interprété par les grandes vedettes allemandes comme Udo Jürgens (Es Ist Noch Nicht Zu Spät, version allemande de Tu le regretteras), Hildegard Knef (Überall Blühen Rosen, version allemande de L'important c'est la rose), Marlene Dietrich (Marie, Marie qu'elle enregistre également en français) et tant d'autres. 
En 1974, Gilbert Bécaud se classe à nouveau dans les charts allemands avec Ein bißchen Glück und Zärtlichkeit, version allemande de son succès international Un peu d'amour et d'amitié.
Le tout dernier concert de sa carrière a lieu en Allemagne, à Fribourg-en-Brisgau, le 15 juillet 2001.

## Le style Bécaud

### Ses paroliers
Il travaillait essentiellement avec trois paroliers : 
- le poète et préfet humaniste Louis Amade (Les marchés de Provence, L'important c'est la rose, On prend toujours un train pour quelque part, Le Petit Prince est revenu…) ;
- Maurice Vidalin, aux textes exprimant souvent souffrance intérieure et désespoir (L'Indifférence, L'Indien…) ou plus ambigus comme La vente aux enchères ;
- Pierre Delanoë, aux thèmes chargés de tension affective (Mes mains, Et maintenant, Nathalie, Je t'appartiens…).

Deux autres ont signé de nombreux titres avec lui :
- Charles Aznavour (Mé Qué Mé Qué, Viens, Ça (c'est formidable), Je t'attends, Rentre chez toi et pleure..., chansons interprétées par leurs deux créateurs
- Claude Lemesle (Désirée, Desperado, Je me fous de la fin du monde, Quand la musique s'arrête, Les enfants aux cheveux blancs, Faut faire avec...

Mais aussi avec Frank Thomas, Pierre Grosz, Serge Lama, Didier Barbelivien, Luc Plamondon, etc.

### Son piano
Gilbert Bécaud se produisait toujours sur scène avec le même piano, qui avait une particularité : il était légèrement incliné vers l'avant. En effet, Gilbert tenait à voir la salle lorsqu'il était assis au piano et, pour cela, il avait demandé à Jacques Dinnat (son régisseur) de faire couper et raccourcir le pied avant de l'instrument afin de lui donner l'inclinaison nécessaire, ce qui a été réalisé par un menuisier de la région parisienne. Cette inclinaison, à peine visible pour un œil non averti, était suffisante pour obtenir le résultat voulu, sans être gênante pour son jeu ou celui de Gilbert Sigrist, pianiste qui l'accompagnait alors régulièrement.

### Sa cravate à pois
Cette cravate à pois, tissu de la société des tissus Buche dans les années 1950, était pour lui un fétiche et un porte-bonheur, car elle avait une histoire : encore jeune pianiste, Bécaud cherche du travail. Il se présente pour faire un essai dans un piano-bar qui recrute un pianiste remplaçant (le pianiste habituel étant Jacques Datin). Le patron refuse de lui laisser passer une audition en justifiant que, compte tenu de l'image de marque de son établissement, il faut porter une cravate pour pouvoir y travailler. Or, Bécaud n'en portait pas à ce moment-là mais était heureusement accompagné de sa mère. Celle-ci sacrifie la robe bleue à pois blancs qu'elle portait, en découpant le bas de son vêtement, improvisant ainsi une cravate de fortune qu'elle remet à son fils. Ainsi cravaté, Bécaud retourne voir le patron du bar, qui le laisse enfin jouer, puis l'embauche dans la foulée. Depuis ce jour, Gilbert Bécaud s'est toujours présenté sur scène avec une vraie cravate à pois, sans jamais changer de modèle, en souvenir de ce premier épisode de sa carrière et en hommage à sa mère.

## Discographie
La carrière discographique française de Gilbert Bécaud s'est étalée sur 54 années, comprenant 27 albums studios, 20 albums live et plus d'une cinquantaine de 45 tours ou CD single, sortis en partie par La Voix de son Maître ainsi que de nombreux albums et singles en anglais, allemand, italien et espagnol.

### Albums studio
- 1953 : Gilbert Bécaud et ses chansons
- 1955 : Récital numéro 1 - Mes grands succès
- 1956 : Alors raconte
- 1957 : Salut les copains
- 1958 : Croquemitoufle
- 1959 : Pilou… Pilou… hé
- 1960 : Tête de bois
- 1962 : Le Bateau blanc
- 1964 : Mes mains - Nouveaux enregistrements
- 1965 : La Vie d'garçon
- 1967 : Âge tendre et tête de bois
- 1968 : Le Rideau rouge
- 1969 : bécaud
- 1972 : Gilbert raconte et Bécaud chante
- 1974 : Hier et Aujourd'hui
- 1976 : L'amour c'est l'affaire des gens
- 1978 : C'est en septembre
- 1979 : Moi, je veux chanter
- 1981 : Bonjour la vie
- 1984 : Bécaud...
- 1987 : Le Retour
- 1989 : Fais-moi signe
- 1993 : Une vie comme un roman
- 1996 : Ensemble
- 1999 : Faut faire avec...
- 2002 : Je partirai
- 2005 : Suite

### Chansons emblématiques
- Années 1950 : Mes mains, Les croix, Mé qué mé qué, Je t'appartiens, Les marchés de Provence, Le jour où la pluie viendra, La ballade des baladins, Salut les copains
- Années 1960 : Et maintenant, Âge tendre et Tête de bois, Dimanche à Orly, Quand Jules est au violon, Nathalie, L'Orange, Quand il est mort le poète, L'important c'est la rose, Je reviens te chercher
- Années 1970 : C'est en septembre, La solitude ça n'existe pas, L'Indien, L'Indifférence, Un peu d'amour et d'amitié
- Années 1980 : Désirée, L'amour est mort
- Années 1990 : Faut faire avec

### Musiques et chansons
- 1942 : Confidences (Boléro), musique de Gilbert Becaud (Gilbert Silly).
- 1946 : Une señorita dansait, musique de Gilbert Becaud (François Gilbert) - Mouchka, musique de Gilbert Becaud (François Gilbert) - Tourbillons, musique de Gilbert Becaud (François Gilbert) - Gentiment, musique de Gilbert Becaud (François Gilbert) - Carina, musique de Gilbert Becaud (François Gilbert) - It is swing, musique de Gilbert Becaud (François Gilbert).
- 1947 : Mon ticket d'appel, musique de Gilbert Becaud texte de René Vernadet interprétée par Caterina Valente.
- 1949 : Je n'aime pas, musique de Gilbert Becaud, texte de Maurice Vidalin - La Femme du cambrioleur, musique de Gilbert Becaud, texte de Maurice Vidalin - La Chouette écartelée, musique de Gilbert Becaud texte de Maurice Vidalin - Le buste de ma chambre, musique et texte de Gilbert Becaud.
- 1950 : Symphonie concertante, musique de Gilbert Becaud.
- 1951 : Le Grand Sympathique, musique de Gilbert Becaud texte de Pierre Delanoë, interprétée par Marie Bizet. - Je brode des blouses, musique de Gilbert Becaud texte de Pierre Delanoë, interprétée par Marie Bizet - Cartes postales, musique de Gilbert Becaud, texte de Pierre Delanoë, interprété par Yves Montand - Vous qui l'avez connue, musique de Gilbert Becaud, texte de Pierre Delanoë, interprété par Jacques Pills - A midi sur les Champs-Élysées, musique de Gilbert Becaud, texte de Pierre Delanoë et Tommy Franklin, interprété par Jacques Pills.
- 1952 : Je t'ai dans la peau, musique de Gilbert Becaud, texte de Jacques Pills, interprétée par Édith Piaf. - Vol de nuit, musique de Gilbert Becaud ,texte de Jacques Pills, interprété par Jacques Pills - Ça gueule ça Madame, musique de Gilbert Becaud, texte d'Édith Piaf, interprété par Jacques Pills - Elle a dit, musique de Gilbert Becaud, texte d'Édith Piaf, interprétée par Édith Piaf - A mon ami, musique de Gilbert Becaud, texte d'Édith Piaf, interprété par Jacques Pills. - Hymne à la jeunesse, musique de Gilbert Becaud, texte d'Édith Piaf, interprétée par Édith Piaf. - Légende, musique de Gilbert Becaud, texte d'Édith Piaf, interprétée par Edith Piaf - Formidable, musique de Gilbert Becaud, texte de René Vernadet, interprété par Jacques Pills. - T'es une belle petite môme, musique de Gilbert Becaud, texte de Pierre Delanoë, interprété par Jean Bretonniere - Monsieur Gaston, musique de Gilbert Becaud, texte de Pierre Delanoë, interprété par Andrex. - La Fraîcheur de la mer, musique de Gilbert Becaud, texte de Pierre Delanoë, interprétée par Maria Rémusat.
- 1953 : Viens (paroles de Charles Aznavour). Quand tu danses (paroles de Pierre Delanoë, qui sera son parolier fétiche)
- 1955 : Je t'appartiens. Adaptée en anglais sous le titre de Let It Be Me, elle sera chantée par The Everly Brothers, Frank Sinatra, Bob Dylan, Barbra Streisand, Elvis Presley, etc.
- 1956 : Alors raconte, Les Marchés de Provence, Il fait des bonds (sur des paroles de Louis Amade)
- 1957 : Le jour où la pluie viendra (paroles de Pierre Delanoë)
- 1958 : Viens danser
- 1959 : Pilou Pilou Hé
- 1960 : C'était moi (paroles de Maurice Vidalin).
- 1962 : crée l'Opéra d'Aran au théâtre des Champs-Elysées, œuvre ambitieuse qui n'aura pas le succès escompté mais que Bécaud, très attaché à cette pièce, remontera plusieurs fois au cours de sa carrière
- 1961 : Et maintenant
- 1963 : Quand Jules est au violon, Les Tantes Jeanne
- 1964 : Dimanche à Orly, Nathalie
- 1965 : Tu le regretteras (un hommage à Charles de Gaulle), Quand il est mort le poète (un hommage à Jean Cocteau)
- 1966 : Le P'tit Oiseau de toutes les couleurs
- 1967 : L'important c'est la rose
- 1970 : La solitude, cela n'existe pas et La vente aux enchères (accompagné par Monsieur Pointu au violon)
- 1972 : Charlie t'iras pas au paradis
- 1973 : L'Indien et Marie quand tu t'en vas (45 tours)
- 1983 : Désirée
- 1986 : adapte sous la forme d'une comédie musicale (Madame Rosa) le Goncourt d'Emile Ajar/Romain Gary La Vie devant soi. La pièce sera montée à Broadway.
- 1992 : Quand t'es petit dans le midi
- 1993 : Une vie comme un roman, album concept qui raconte sa vie
- 2000 : SOS Mozart
- 2001 : Mon cap

### Standards internationaux
- Je t'appartiens - Let It Be Me (Pierre Delanoë[131] - Gilbert Bécaud) 1955
- Le jour où la pluie viendra - The Day the Rains Came (Pierre Delanoë - Gilbert Bécaud) 1957
- Et maintenant - What Now My Love (Pierre Delanoë - Gilbert Bécaud-Elvis Presley) 1961
- Seul sur son étoile - It Must Be Him (Maurice Vidalin - Gilbert Bécaud) 1966
- Plein soleil - Sand and Sea (Maurice Vidalin - Gibert Bécaud) 1966
- Un peu d'amour et d'amitié - A Little Love and Understanding (Louis Amade - Gilbert Bécaud) 1972
- C'est en septembre - September Morn (Neil Diamond - Gilbert Bécaud) 1979

Sa carrière s'étend à l'étranger où ses chansons sont adaptées : Let It Be Me aux États-Unis, Am Tag als der Regen kam en Allemagne, A Little Love and Understanding en Angleterre, etc.
Il collabore avec Neil Diamond. Ensemble, ils écrivent Love on the Rocks, September Morn.
Les adaptations de ses chansons ont été interprétées par Elvis Presley, Shirley Bassey, Bob Dylan, Nina Simone, George Harrison, Marlene Dietrich, Julio Iglesias, Bing Crosby, Frank Sinatra, James Brown…
En France, il a été chanté par Patricia Kaas, Johnny Hallyday, Eddy Mitchell, Édith Piaf, Dalida…

### Albums et E.P. en hommage à Gilbert Bécaud
- 1959 : Christian Chevallier Et Son Orchestre : Christian Chevallier Joue Avec Gilbert Becaud EP Columbia – ESRF 1201[132]
- 1964 : Armand Migiani Grand Orchestre : Bravo Bécaud, LP RCA 430 156
- 1966 : Aimable  : Aimable Joue Gilbert Becaud, EP Disques Vogue – EPS 1 369
- 1967 : Rod McKuen : Chante Bécaud, EP RCA Victor – 86.578 (4 titres en angais)[133]
- 1976 : Maurice Larcange : Larcange joue Bécaud, LP Decca PFS 4369
- 2002 : Alice Dona : Merci beaucoup Monsieur Bécaud
- 2011 : Divers artistes : Bécaud, et maintenant, Warner 256 466 2980[134]
- 2014 : Salvatore Adamo : Adamo chante Bécaud, Polydor 470 674-8[135]
- 2015 : Mario Pelchat : Et Maintenant... Bécaud, MP3 Disques/Select AMPCD 7915
- 2016 : Pascal Danel : L'Hommage à Gilbert Bécaud, Nacarat[136]
- 2016 : Gilbert Montagné : Gilbert chante Bécaud, Toucher Musique/EPM Musique/Universal
- 2022 : Isabelle Georges : Isabelle Georges chante Gilbert Bécaud (Encore Music)
- 2024 : Denise Biron et Alain Lecompte : Toi, Bécaud et Moi (André Roy)[137]

### Vidéographie
- 2002 : Gilbert Bécaud à l'Olympia, coffret 3 DVD contenant :
  - Rideau Bleu (1988)
  - Rideau Rouge (1988)
  - Olympia 1970
  - Olympia 1969
  - Olympia 1963
- 2005 : Numéro Un (émission de Maritie et Gilbert Carpentier, 1980)

## Filmographie

### Acteur
- 1956 : Le Pays d'où je viens, de Marcel Carné, avec Françoise Arnoul, Gilbert Bécaud, Claude Brasseur, Madeleine Lebeau, André Gabriello, Alain Ribet (l'enfant de chœur)
- 1957 : Casino de Paris, de André Hunebelle, avec Vittorio De Sica, Caterina Valente, Gilbert Bécaud
- 1959 : Croquemitoufle, de Claude Barma, avec Gilbert Bécaud, Mireille Granelli, Micheline Luccioni, Michel Roux, Robert Manuel, Paul Préboist
- 1972 : Un homme libre, de Roberto Muller, avec Gilbert Bécaud
- 1973 : Toute une vie, de Claude Lelouch, avec Marthe Keller, André Dussollier, Charles Denner, Carla Gravina, Charles Gérard
- 1995 : Navarro (série TV), épisode Fort Navarro (saison 7 épisode 1) : Sarkis

### Bandes originales de films
- 1947 - Bande originale des films Banlieue, Goûts et couleurs, Spécial Kandahar et Riviera Dream.
- 1949 - Bande originale du film Petits ballons, grands voyages.
- 1950 - Bande originale du court-métrage Jeux de mains.
- 1954 - Bandes originales des films Moisson éclair, La Sauvagine, Visons.
- 1956 - Chanson La vie est belle du film du même nom
- 1956 - Bande originale du film Le Pays d'où je viens.
- 1957 - Bande originale du film Casino de Paris.
- 1959 - Bande originale du film Babette s'en va-t-en guerre (Générique - Conciliabule - Londres - La Poursuite - Final - La Marche de Babette…).
- 1971 - Bande originale du film La maison sous les arbres (Les écluses - Jill's panic - Jill's tears - The accident - The apartment - Mazarine street…)
- 1980 - Bande originale du film The Jazz Singer : Love on the rocks (L’amour est mort) – Songs of life (Les chansons de ta vie) – On the Robert E. Lee (Un sacré bateau à roues) – Hey Louise – Summerlove.
- 2007 - Bande originale du film Roman de gare de Claude Lelouch

## Documentaires
- 1970 : À bout portant[138],[139].
- 2011 : Et maintenant Bécaud de Marie-France Brière et Dominique Besnehard[140]
- 2016 : Bécaud, mon père[141],[142]

## Distinctions

### Décorations
- Officier de la Légion d'honneur (1985) ; chevalier (1974)
- Commandeur de l'ordre des Arts et des Lettres (1983)

### Distinctions
- 1982 : SACEM pour la chanson Désirée.
- 1983 : American Society of Composers, Authors and Publishers Country Standard Award pour Let It Be Me[143]
- 1984 : Prix de la LICRA pour sa chanson « Mustapha Dupont » (P.Delanoë/G.Bécaud)

## Gilbert Bécaud dans la mémoire populaire

### Hommages à sa mort
- « Il était l'une des voix les plus fortes et les plus entraînantes de notre temps. » - Jacques Chirac[144]
- « Bécaud était une personne vivante, nerveuse, suractive, il avait les défauts de ses qualités. C'était surtout un mélodiste et un harmoniste extraordinaire, il avait le don de trouver instantanément une mélodie. » - Pierre Delanoë
- « On me demande souvent : « Qu'est-ce que ça vous fait d'être le fils de Gilbert Bécaud ? ». Je dis toujours : « Je ne peux pas vous répondre, je n'ai jamais eu un autre père ! ». Ce qu'il nous a transmis, à mon frère, mes sœurs et moi, c'est une énergie dans le travail. » - Gaya Bécaud
- « Gilbert Bécaud est sans conteste un des grands de la chanson française. Il laisse en héritage un catalogue de quelque quatre cents chansons et le souvenir d'une présence intense sur scène. » - Radio-Canada

### Odonymie

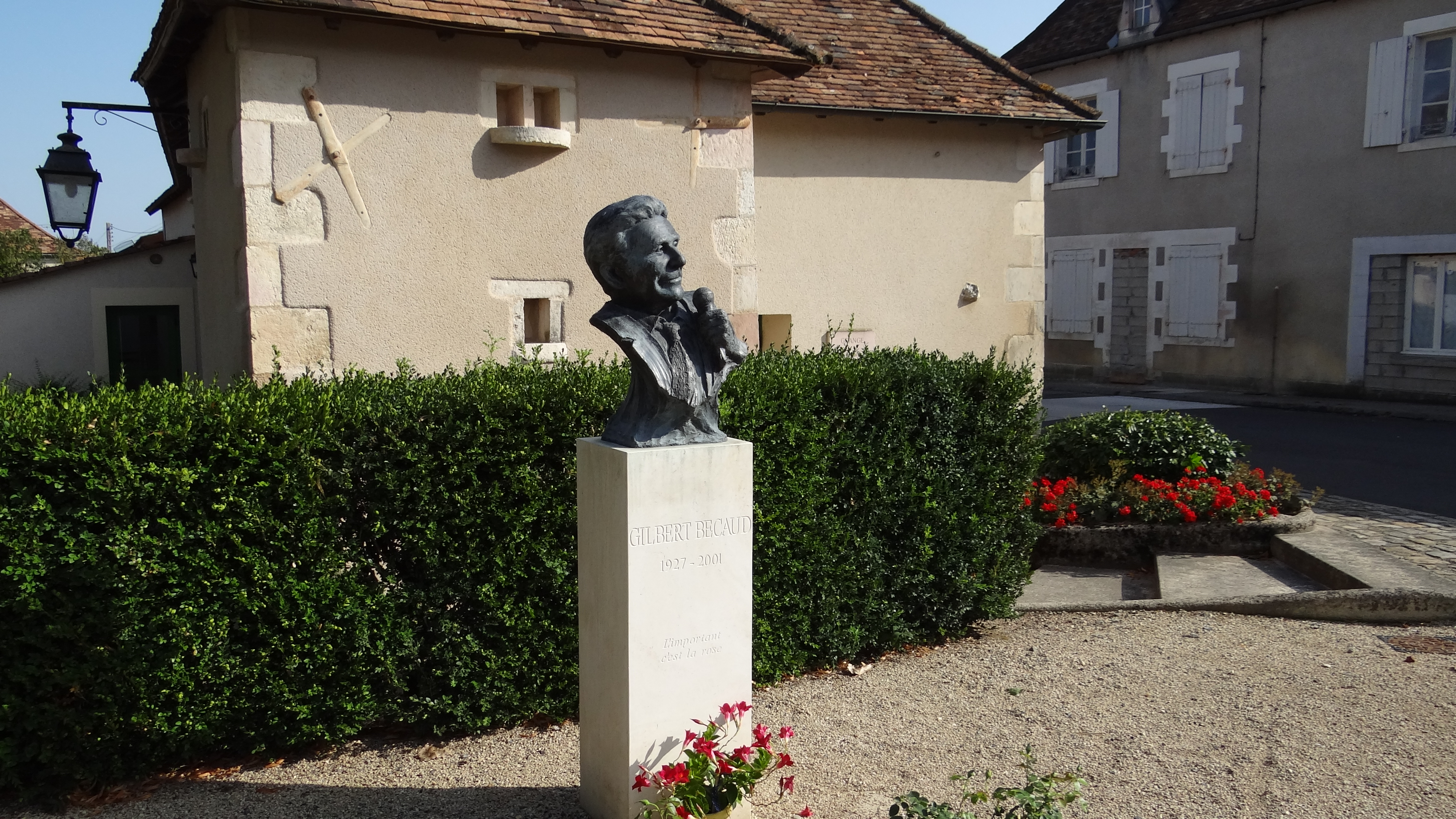
La place Gilbert Bécaud et son buste à La Bussière (86)

- La commune de La Bussière (Vienne), où Gilbert Bécaud possédait une résidence secondaire et dont il fut conseiller municipal, a renommé la place située face à l'église en place Gilbert-Bécaud près de laquelle trône un buste du chanteur. La salle municipale porte le nom de Grange Gilbert-Bécaud.
- Nombre de communes françaises ont une rue Gilbert-Bécaud, notamment : Beaupréau (Maine-et-Loire), Béziers (Hérault), Châtellerault (Vienne), Chevigny-Saint-Sauveur (Côte-d'Or), Livron-sur-Drôme (Drôme), Llupia (Pyrénées-Orientales), Saint-Chamond (Loire), Trignac (Loire-Atlantique)...
- Il existe une place Gilbert-Bécaud à Villiers-sur-Marne (Val-de-Marne), ainsi qu'à Mèze (Hérault).
- Il y a une salle des fêtes Gilbert-Bécaud à Margency (Val-d'Oise).
- Il existe à Nice (Alpes-Maritimes) une placette Gilbert-Bécaud jouxtant la place du Commandant-Gérôme.

### Dans la fiction
- Dans l'album de bande dessinée Totoche's Band de la série Totoche par Jean Tabary, le héros Totoche et son amie Esther vont aller voir Gilbert Bécaud en personne pour lui demander à qu'il les laisse se produire en scène avec lui, ce qu'il accepte.
- 2023 : Bardot (série télévisée), Gilbert Bécaud est interprété par Mikaël Mittelstadt
- 2024 : Monsieur Aznavour, drame biographique écrit et réalisé par Grand Corps Malade et Mehdi Idir, avec Lionel Cecilio dans le rôle de Gilbert Bécaud